# Treron
Treron este un gen de păsări din familia Columbidae. Membrii săi sunt denumiți în mod obișnuit porumbei verzi. Genul este răspândit în Asia și Africa.

## Taxonomie
Genul Treron a fost introdus în 1816 de ornitologul francez Louis Pierre Vieillot, specia tip fiind porumbelul verde cu cioc gros Treron curvirostra. Denumirea genului provine din greaca veche trērōn, care înseamnă „porumbel”.

## Specii
Genul Treron include 30 de specii:
- Treron fulvicollis – porumbel verde cu cap ruginiu
- Treron olax – porumbel verde mic
- Treron vernans – porumbel verde cu gât roz
- Treron bicinctus – porumbel verde cu piept portocaliu
- Treron pompadora
- Treron affinis
- Treron phayrei
- Treron chloropterus
- Treron axillaris
- Treron aromaticus
- Treron curvirostra – porumbel verde cu cioc gros
- Treron griseicauda
- Treron teysmannii
- Treron floris
- Treron psittaceus
- Treron capellei – porumbel verde mare
- Treron phoenicopterus – porumbel verde cu picioare galbene
- Treron waalia
- Treron australis
- Treron griveaudi
- Treron calvus – porumbel verde african
- Treron pembaensis
- Treron sanctithomae
- Treron apicauda
- Treron oxyurus
- Treron seimundi
- Treron sphenurus
- Treron sieboldii
- Treron permagnus
- Treron formosae

## Galerie

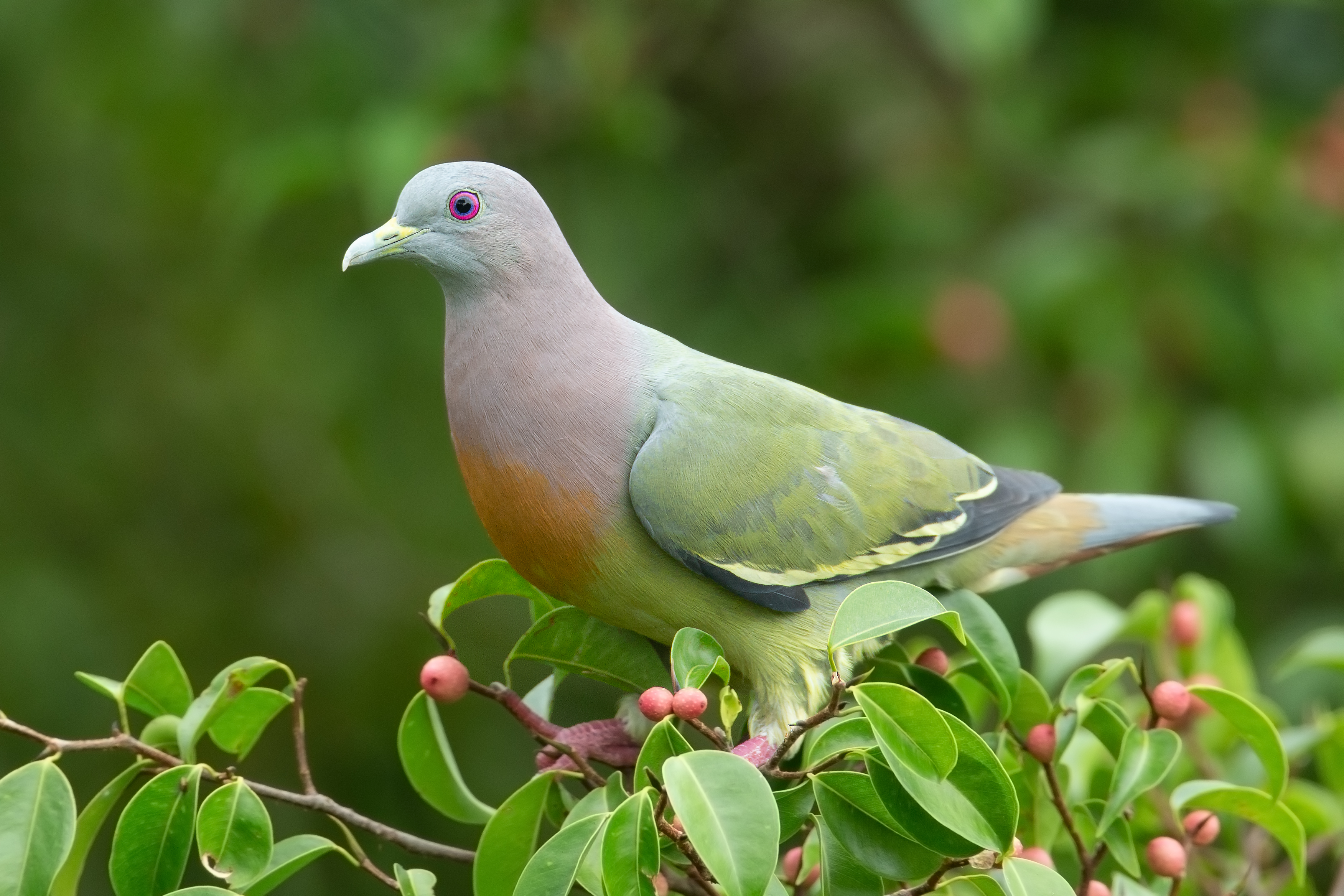
Porumbel verde cu gât roz (Treron vernans)
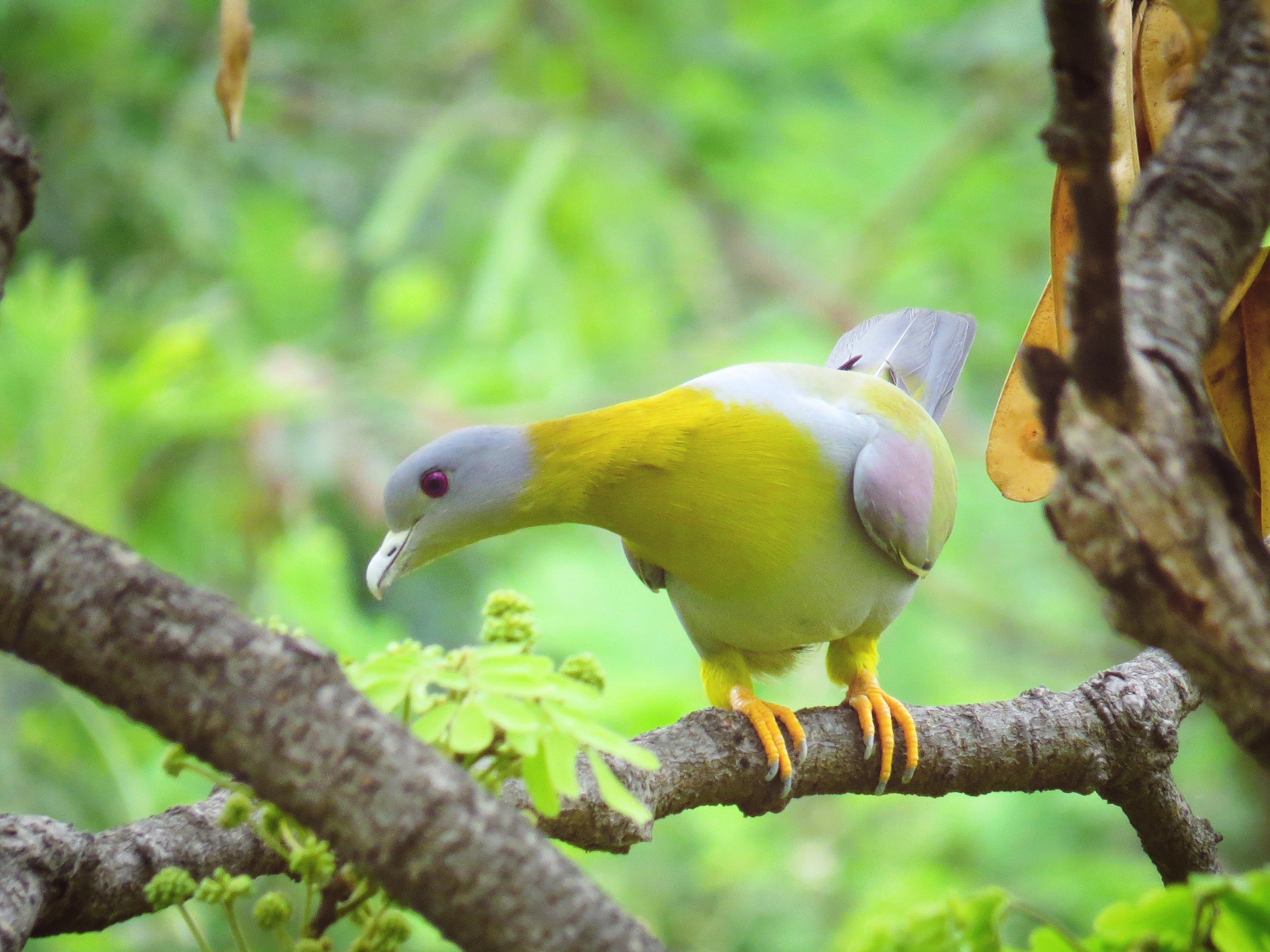
Porumbel verde cu picioare galbene (Treron phoenicopterus)
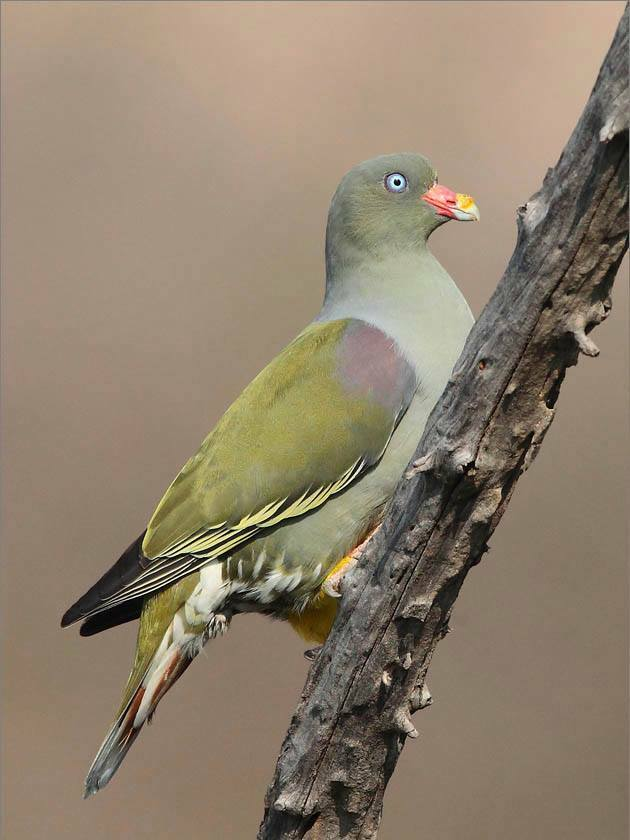
Porumbel verde african (Treron calvus)
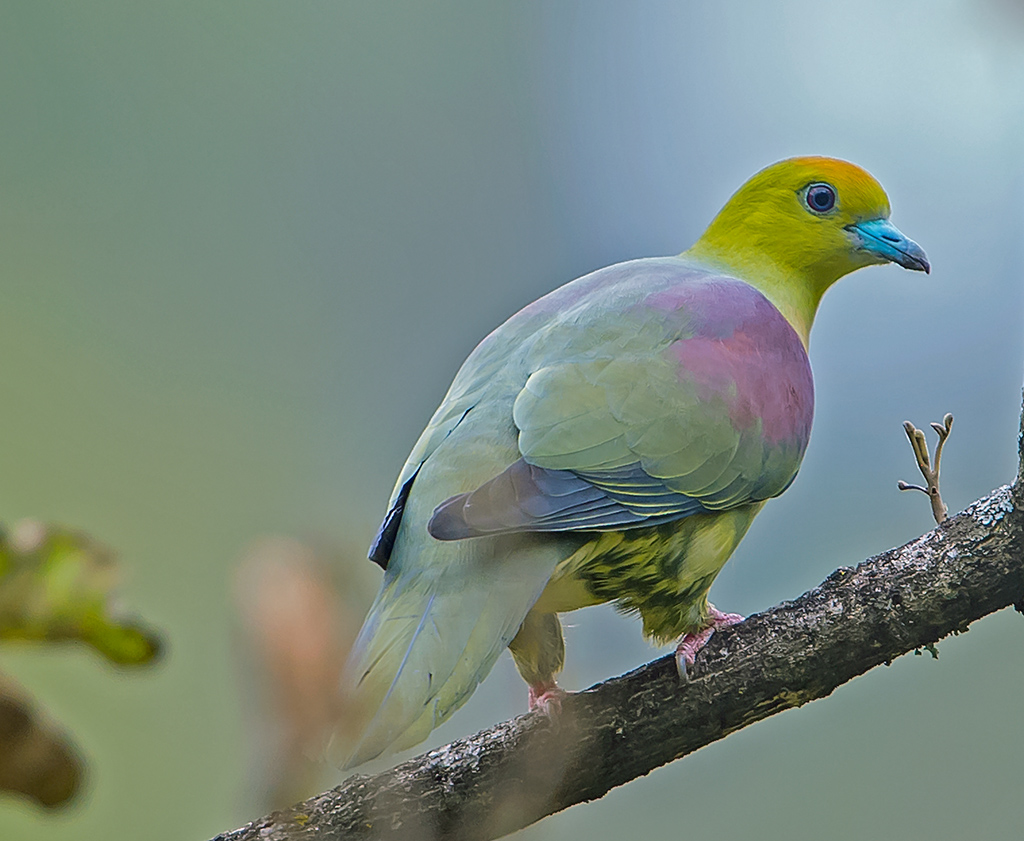
Treron sphenurus
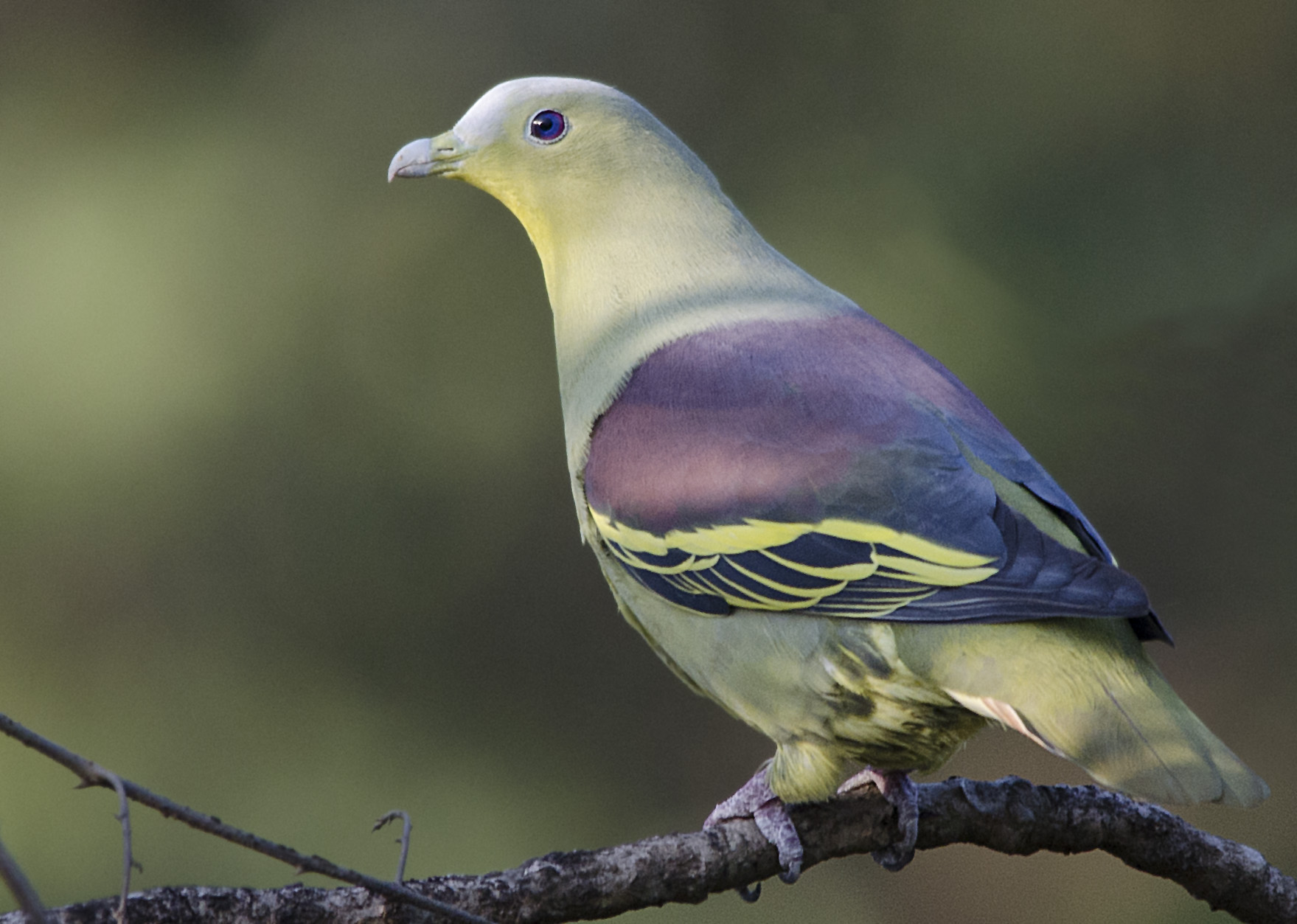
Treron affinis
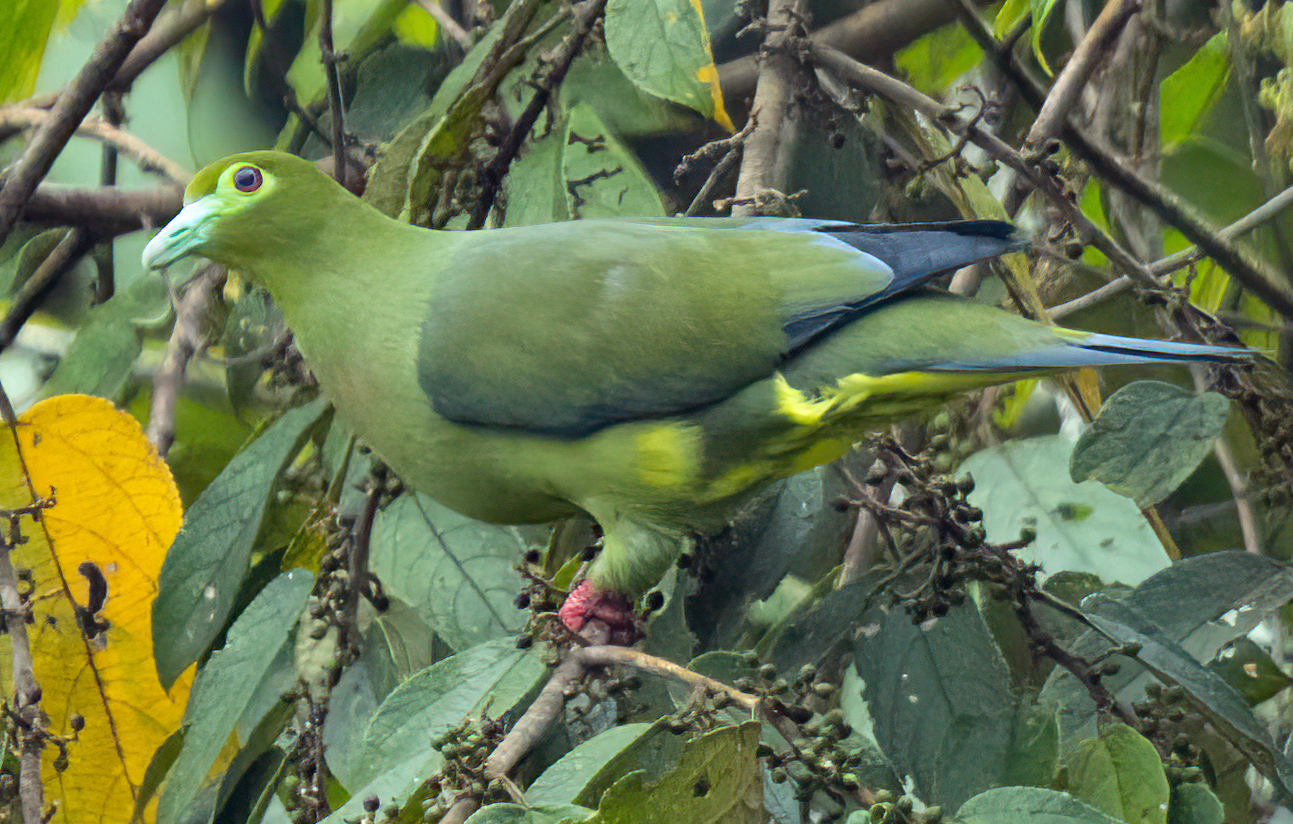
Treron oxyurus
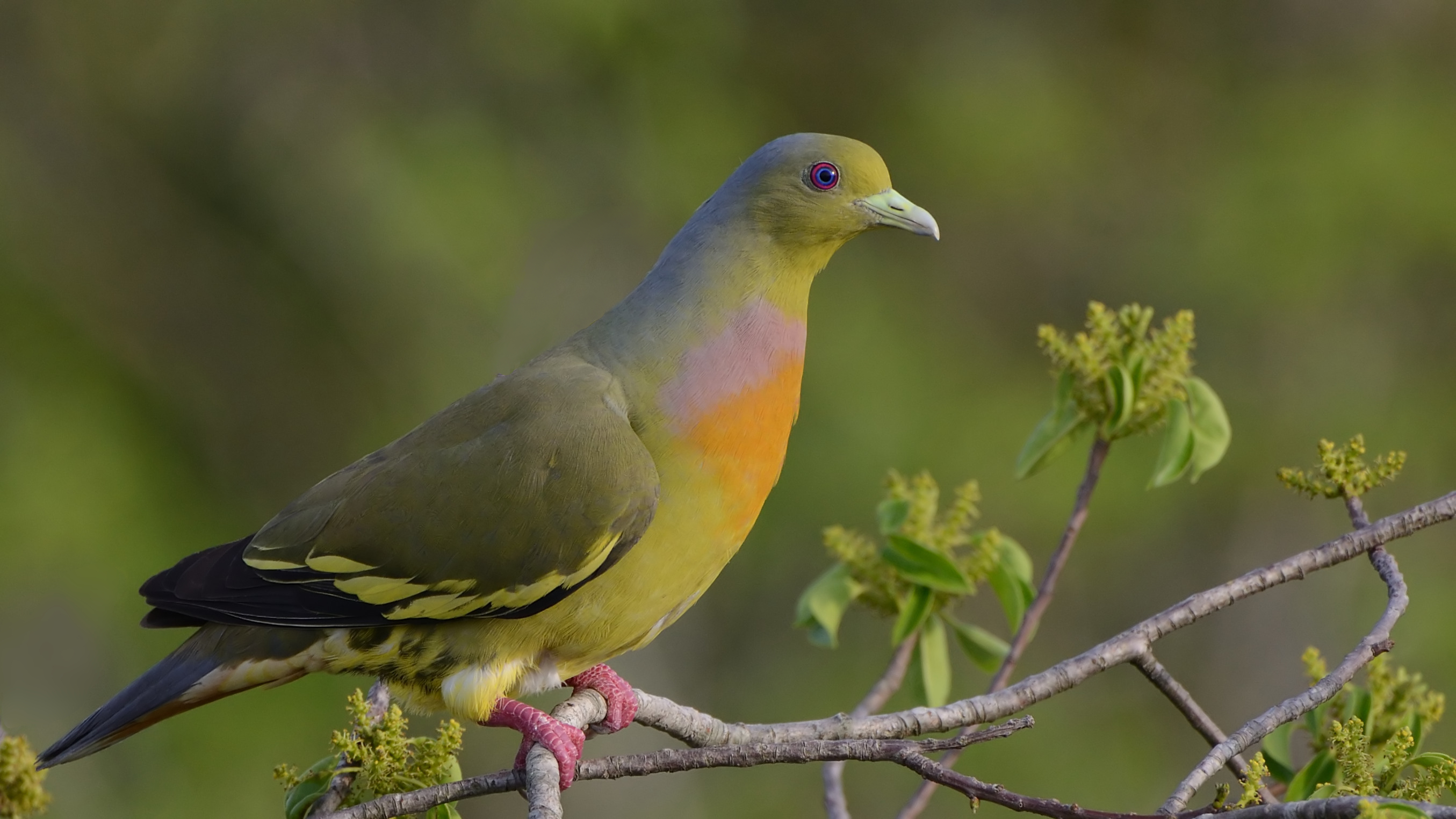
Porumbel verde cu piept portocaliu (Treron bicinctus)